# Formicivora intermedia
El hormiguerito coicorita norteño (Formicivora intermedia), también denominado coicorita del norte (en Venezuela), es una especie de ave paseriforme de la familia Thamnophilidae perteneciente al género Formicivora. Es nativo del norte de América del Sur y de Panamá.

## Distribución y hábitat
Se distribuye en el norte y oeste de Colombia, norte de Venezuela, Trinidad y Tobago y en el archipiélago de las Perlas en el sur de Panamá.
Esta especie es considerada localmente común en una variedad de hábitats naturales, arbustivos y boscosos, de áridos a húmedos, incluyendo hasta manglares, mayormente abajo de los 1000 m de altitud.

## Sistemática

### Descripción original
La especie F. intermedia fue descrita por primera vez por el ornitológo alemán Jean Cabanis en 1847 bajo el mismo nombre nombre científico, la localidad tipo es «Cartagena (Colombia) y Aragua (Venezuela) = Aragua».

### Etimología
El nombre genérico femenino «Formicivora» se compone de las palabras del latín «formica» que significa ‘hormiga’ y «vorare» que significa ‘devorar’; y el nombre de la especie «intermedia», proviene del latín «intermedius» que significa ‘intermediario’.

### Taxonomía
Anteriormente incluido en la especie Formicivora grisea como un grupo politípico de subespecies, este taxón es actualmente considerado como especie plena por el Congreso Ornitológico Internacional (IOC), como sugerido por Zimmer e Isler (2003), y más recientemente por Clements checklist/eBird; mientras el Comité de Clasificación de Sudamérica (SACC) aguarda una propuesta para analizar. Los amplios estudios genéticos de Harvey et al. (2020) confirmaron la profunda divergencia entre las dos especies.

### Subespecies
Según las clasificaciones del IOC y Clements Checklist/eBird se reconocen seis subespecies, con su correspondiente distribución geográfica:
- Formicivora intermedia intermedia Cabanis, 1847 - norte de Colombia (Magdalena, La Guajira, Cesar) y Venezuela (norte de Zulia al este hasta Sucre y Monagas, incluyendo la Isla Margarita); y las islas Chacachacare en Trinidad.
- Formicivora intermedia alticincta Bangs, 1902 - archipiélago de las Perlas, al sur de Panamá.
- Formicivora intermedia hondae (Chapman, 1914) - noroeste de Colombia (Atlántico al sur hasta el norte de Antioquia y Bolívar, al sur en el valle del Magdalena hasta Huila).
- Formicivora intermedia tobagensis Dalmas, 1900 - Tobago, algo mayor que sus congéneres continentales.
- Formicivora intermedia fumosa (Cory, 1913) - bordea la base de los Andes por el noreste de Colombia (al este hasta el norte de Santander  y Venezuela (sur de Zulia y Trujillo al sur hasta Táchira).
- Formicivora intermedia orenocensis Hellmayr, 1904 - sur de Venezuela (al sur del Orinoco en Bolívar y extremo norte de Amazonas, localmente en el sur de Anzoátegui, Delta Amacuro y este de Monagas).

La subespecie fumosa tal vez no se distinga de la nominal.